# انعكاسية

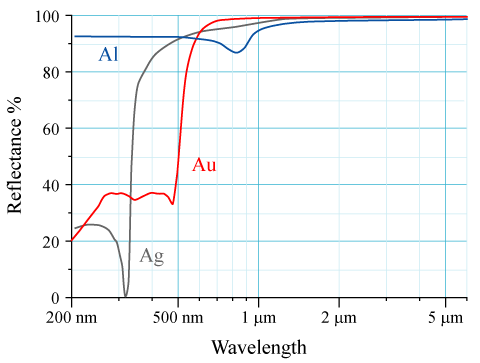
مقارنة بين انعكاسية مرايا مصنوعة من ذهب وفضة ومعدن وألمونيوم. 100٪ تعني ارتداداً كاملاً ويُلاحظ أيضاً اختلاف الانعكاسية باختلاف التردد.

الانعكاسية هي مقياس يستعمل في مجال القياس الضوئي وانتقال الحرارة لمعرفة نسبة الأشعة المرتدة من جملة الأشعة الساقطة. وانعكاسية الشعاع الكهرومغناطيسي ليست ثابتة عند كل تردد، بل هي محكومة بمعامل الانعكاس و تردد الإشعاع. ففي حالة الكاشوف، ينبغي أن يُبعث الشعاع على تردد ما بحيث تكون انعكاسيته أكبر ما يُمكن ليقوم بواجبه على أكمل وجه، فلو بعث الكاشوف شعاعاً على تردد ذي انعكاسية ضئيلة فلن يرتد نحو الكاشوف إلا قليل من الأشعة التي ربما لا تكفي لإعطاء معلومة صحيحة.
و تحسب الانعكاسية عن طريق معامل الانعكاسية:
{\displaystyle \rho ={\frac {P_{\mathrm {r} }}{P_{\mathrm {i} }}}}
حيث:
{\displaystyle P_{\mathrm {i} }(\lambda )} هي قدرة الشعاع الساقط بالواط
{\displaystyle P_{\mathrm {r} }(\lambda )} هي قدرة الشعاع المنعكس بالواط.
{\displaystyle \rho } معامل الانعكاسية.